# Solar radiation management

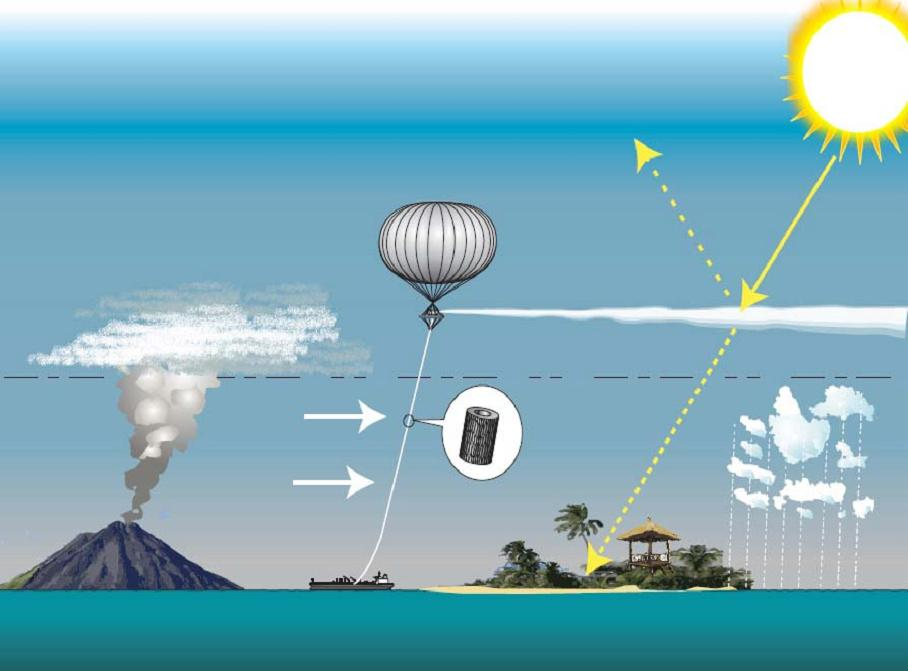
Exempel på
ett sätt att minska solljuset genom att injicera aerosoler i stratosfären från en förankrad ballong

Solar radiation management (SRM) är ett samlingsnamn på föreslagna tekniker för att minska den globala uppvärmningen genom att reflektera solljuset bort från jorden. SRM är en typ av geoengineering.
Solar radiation management är ingen lösning på den globala uppvärmningen, men skulle kunna köpa oss tid att åtgärda problemen med växthusgaser. 
Tekniker som har föreslagits är bland annat att injicera  svavelsyrasoler i atmosfären för att dämpa solljuset, och olika sätt att öka reflektionen från snö och is.
Metoderna kan användas relativt snabbt, men forskare varnar för att de är svåra att stoppa igen utan förödande effekter på jordens klimat.